# Shin Hirayama
Shin Hirayama (平山 信?, Hirayama Shin; Tokyo, 9 settembre 1867 – Suwa, 2 giugno 1945) è stato un astronomo giapponese.

## Biografia
Secondo figlio di una Guardia dello Shogun studiò presso l’Università Imperiale di Tokyo. Dopo aver terminato i corsi di astronomia fu inviato nel 1890 dal Governo giapponese in Europa per continuare i suoi studi. Fu dapprima in Inghilterra e quindi in Germania  dove seguì numerosi corsi e seminari a Berlino e Lipsia. Lavorò presso l’osservatorio di Potsdam e dove condivise la stanza di lavoro con Karl Schwarzschild, allora Privatdozent all’Università di Berlino.
Tornò in Giappone nel 1895 dove fu nominato docente di astronomia alla Università Imperiale di Tokyo. Nel 1919 divenne Direttore dell’Osservatorio Astronomico di Tokyo e contribuì alla realizzazione di un osservatorio più grande a Mitaka. Durante la sua presidenza della sezione Astronomica del Consiglio Nazionale Giapponese della Ricerca favorì la cooperazione internazionale negli studi astronomici e partecipò a diversi congressi della UAI tra cui quello di Roma del 1922.

## Contributi scientifici
Studiò le macchie solari raccogliendo dati anche dalle osservazioni di antichi astronomi cinesi pubblicando, tra l’altro, anche un articolo sull’assorbimento e lo scattering dell’atmosfera solare. Partecipò ad alcune spedizioni di studio sulle eclissi solari. 
Gran parte della sua ricerca fu dedicata allo studio dei transiti al meridiano mediante l'uso di fotografie. Osservò gli asteroidi della fascia principale 498 Tokio e 727 Nipponia benché, non avendone determinato l'orbita, la scoperta fu attribuita ad altri.
A Shin Hirayama, unitamente all'altro astronomo giapponese Kiyotsugu Hirayama, la UAI ha intitolato il cratere lunare Hirayama.